# Plano de invasão do Reino Unido por Napoleão
O plano de Napoleão de invadir o Reino Unido no início da Guerra da Terceira Coalizão, embora nunca concretizado, teve grande influência na estratégia naval britânica e na fortificação da costa sudeste da Inglaterra. Em 1796, os franceses já haviam tentado invadir a Irlanda para desestabilizar o Reino Unido ou como um trampolim para a Grã-Bretanha. O Primeiro Exército Francês da Inglaterra se reuniu na costa do Canal da Mancha em 1798, mas a invasão foi deixada de lado devido à concentração de Napoleão nas campanhas do Egito e contra a Áustria. O plano foi arquivado em 1802 com a assinatura da Paz de Amiens.
Retomando planejamentos de invasões anteriores sob o regime francês (Ancien Régime) de 1744, 1759 e 1779, os preparativos recomeçaram com força logo após a eclosão da guerra em 1803, sendo finalmente cancelados em 1805, antes da Batalha de Trafalgar.

## Preparações francesas

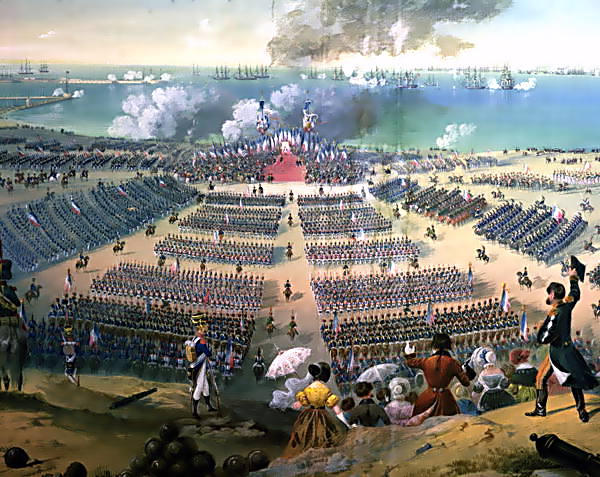
Napoleão inspecionando suas tropas em Boulogne, 15 de agosto de 1804

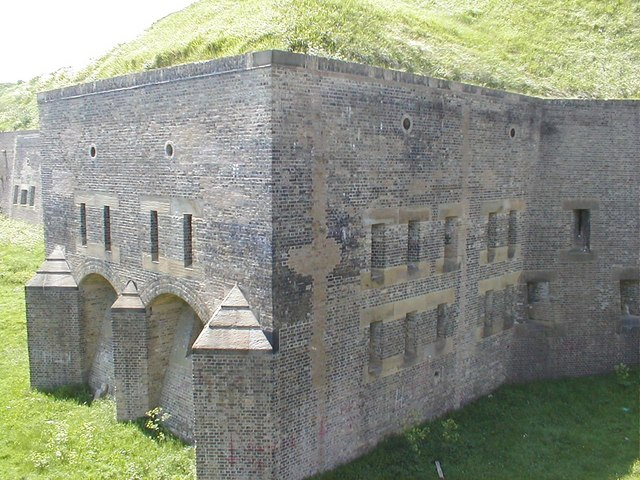
Drop Redoubt, parte do complexo Dover Western Heights

De 1803 a 1805, um novo exército de 200.000 homens, conhecido como Armée des côtes de l'Océan (Exército da Costa Oceânica) ou  Armée d'Angleterre (Exército da Inglaterra), foi reunido e treinado em acampamentos em Boulogne, Bruges e Montreuil. Uma grande "Flotilha Nacional"  de barcaças de invasão foi construída em portos do Canal ao longo das costas da França e da Holanda (então sob domínio francês como República Batávia), desde Étaples até Flushing, e reunida em Boulogne. Esta flotilha estava inicialmente sob o comando energético do Almirante Étienne Eustache Bruix, mas ele logo teve que retornar a Paris, onde morreu de tuberculose em março de 1805. A parte da flotilha construída pela Marinha Batávia estava sob o comando do vice-almirante Carel Hendrik Ver Huell. Ele moveu a flotilha batávia de Vlissingen para Boulogne, apesar das tentativas britânicas de impedir isso.
As instalações portuárias de Boulogne foram melhoradas (embora a maré tornasse o local inadequado para tal função) e fortes foram construídos. O descontentamento e tédio que frequentemente ameaçavam se espalhar entre as tropas em espera foram aliviados por treinamento constante e visitas cerimoniais frequentes do próprio Napoleão (incluindo a primeira concessão da Légion d'honneur, a "Legião de Honra"). Uma medalha foi cunhada e uma coluna triunfal erguida em Boulogne para celebrar o sucesso antecipado da invasão. No entanto, quando Napoleão ordenou um teste em larga escala das embarcações de invasão apesar do mau tempo e contra o conselho de seus comandantes navais, como o almirante Charles René Magon de Médine (comandante da ala direita da flotilha), elas se mostraram mal projetadas para a tarefa e, embora Napoleão tenha liderado os esforços de resgate pessoalmente, muitos homens morreram.
Napoleão também considerou seriamente usar uma frota de balões de transporte de tropas como parte de sua força de invasão proposta, e chegou a nomear Sophie Blanchard como chefe do serviço aéreo, embora ela tenha afirmado que a invasão aérea fracassaria por causa dos ventos. (O primeiro balão militar da França havia sido usado em 1794 por Jean-Marie Coutelle). Embora a invasão aérea tenha se provado um beco sem saída, a possibilidade capturou a imaginação da mídia impressa e do público britânicos.
Esses preparativos foram financiados pela Compra da Louisiana de 1803, pela qual a França cedeu seus enormes territórios da América do Norte aos Estados Unidos em troca de um pagamento de 50 milhões de francos franceses (US$ 11.250.000). Todo o valor foi gasto na invasão planejada. Os Estados Unidos financiaram parcialmente a compra por meio de um empréstimo de Baring Brothers de Londres, o que significa essencialmente que um banco britânico estava indiretamente financiando uma invasão do país.
Para sua planejada invasão subsidiária da Irlanda, Napoleão formou uma Legião Irlandesa em 1803, para criar uma parte nativa de seu Corps d'Ireland (Corpo da Irlanda) de 20.000 homens.

## Contramedidas britânicas

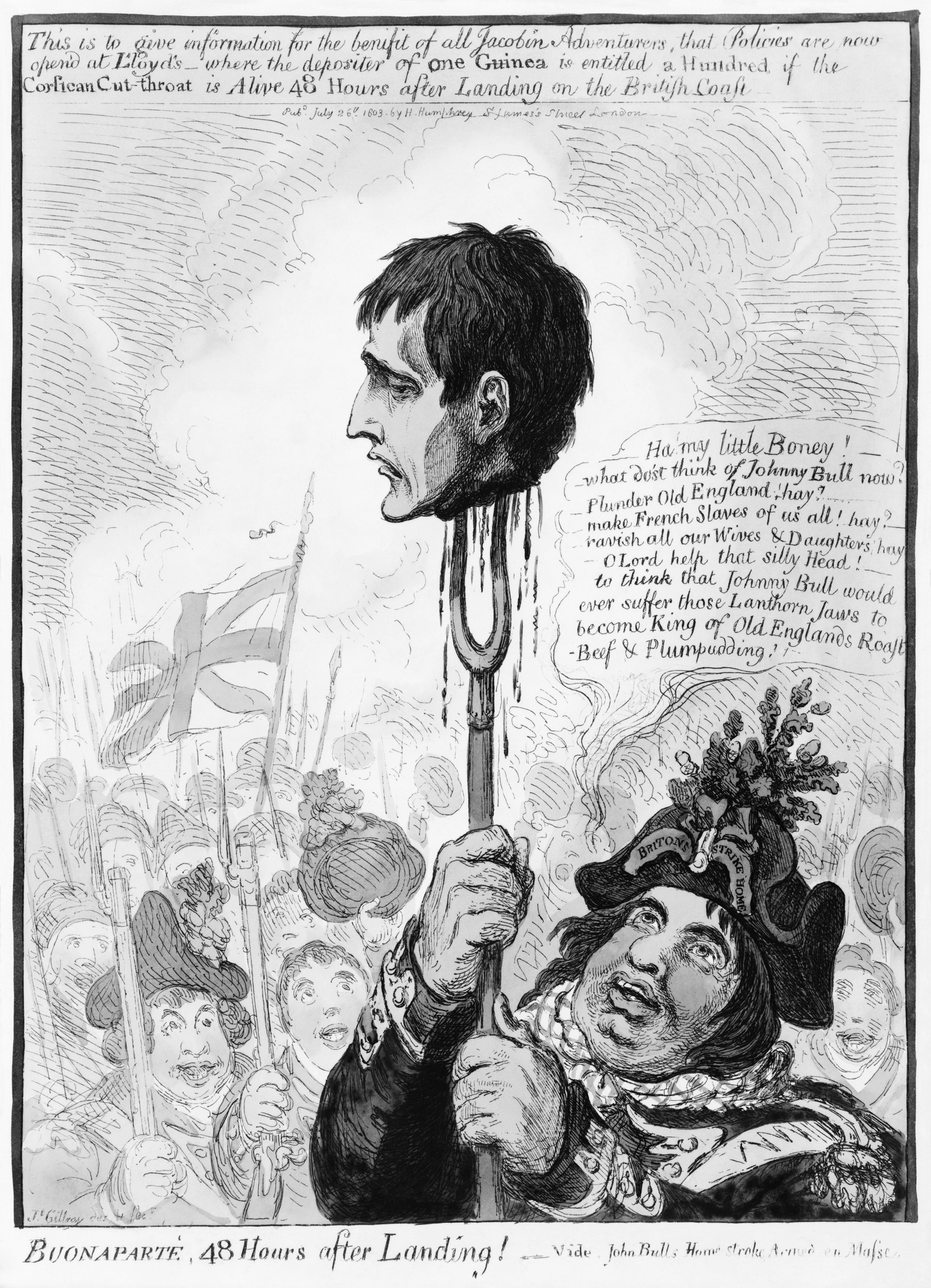
Buonaparte, 48 horas após o pouso. John Bull, uma personificação nacional da Inglaterra, segura a cabeça de Napoleão após uma suposta invasão francesa. Caricatura de 1803 por James Gillray

Apesar do teste malsucedido da frota, a Grã-Bretanha permaneceu em alto estado de alerta, reforçando suas defesas contra a invasão. Com a flotilha e o acampamento de Boulogne visíveis da costa sul da Inglaterra, torres Martello foram construídas ao longo da costa inglesa para combater a ameaça de invasão, e milícias foram formadas. Nas áreas mais próximas da França, novas fortificações foram erguidas, e as já existentes, construídas anteriormente para se proteger da invasão de 1779, foram concluídas ou melhoradas. O Castelo de Dover teve túneis adicionados para abrigar mais tropas; as Colinas Oeste de Dover foram construídas (com um Grande Poço para deslocar rapidamente suas tropas do topo da colina para o nível do mar em caso de desembarque), e o Canal Militar Real foi escavado para impedir o avanço de Napoleão pela Inglaterra caso ele desembarcasse em Romney Marsh.
Boatos infundados sobre uma enorme balsa plana de invasão francesa movida por moinhos de vento e rodas de pás, um túnel subterrâneo secreto no Canal da Mancha e uma frota de invasão de balões se espalharam pela imprensa, assim como caricaturas ridicularizando a possibilidade de invasão. Um ataque naval a Boulogne também foi realizado em outubro de 1804, e as frotas britânicas continuaram a bloquear as frotas francesa e espanhola que seriam necessárias para manter a superioridade naval por tempo suficiente para a travessia.

## Plano naval
Antes que a flotilha pudesse atravessar o Canal da Mancha, no entanto, Napoleão precisava obter o controle naval do canal. Em suas próprias palavras, "Sejamos senhores do Canal por seis horas e seremos senhores do mundo". Ele imaginava fazer isso fazendo com que as frotas franco-espanholas de Brest e Toulon escapassem do bloqueio britânico (lideradas em Brest pelo Barão Collingwood e em Toulon por Lord Nelson) e navegassem pelo Atlântico para ameaçar as Índias Ocidentais. Com isso, ele esperava atrair a força da Marinha Real sob o comando de William Cornwallis que defendia os acessos ocidentais. As frotas de Toulon e Brest (sob o comando dos almirantes Pierre-Charles Villeneuve e Honoré Joseph Antoine Ganteaume, respectivamente) poderiam então se encontrar em Martinica, navegar rapidamente de volta pelo Atlântico para a Europa (perdendo ambas as frotas britânicas que os perseguiam no caminho), desembarcar uma força na Irlanda (como nas duas invasões francesas revolucionárias da Irlanda em 1796 e 1798) e, mais importante, derrotar as partes da Frota do Canal que haviam permanecido no Canal, assumir o controle do Canal, defender e transportar a força de invasão, tudo antes que as frotas perseguidoras pudessem retornar para detê-los.
Esse plano era típico de Napoleão em sua audácia e dependência de movimentos rápidos e surpresa, mas esse estilo era mais adequado para a guerra terrestre do que para a marítima, com os caprichos da maré e do vento e o eficaz bloqueio britânico tornando-se cada vez mais impraticável e improvável de sucesso com o passar do tempo. Apenas a força de Toulon conseguiu escapar (em 29 de março de 1805) e, embora tenha conseguido atravessar o Atlântico, não encontrou a frota de Brest no ponto de encontro e navegou de volta sozinha para a Europa, onde foi interceptada pela força que bloqueava Rochefort e Ferrol (onde navios de invasão haviam sido preparados), sendo derrotada na Batalha do Cabo Finisterre e forçada a retornar ao porto. Portanto, em 27 de agosto de 1805, Napoleão usou o exército de invasão como núcleo do novo Grande Armée e o fez levantar acampamento e marchar para o leste para iniciar a campanha de Ulm. Assim, na época da Batalha de Trafalgar, em 21 de outubro, a invasão já havia sido cancelada, e portanto esta batalha garantiu ainda mais o controle britânico do Canal, em vez de impedir a invasão. O comentário atribuído ao Primeiro Lorde do Almirantado, Lord St. Vincent - "Eu não digo que eles [os franceses] não possam vir - eu apenas digo que eles não podem vir pelo mar" - provou estar correto.

## Memorial
Atualmente, o local do acampamento de Boulogne é marcado por uma coluna de 53 metros de altura (a mais alta desse tipo de coluna na França), construída na década de 1850, com uma estátua de Napoleão no topo. Painéis na base mostram o imperador concedendo medalhas da Legião de Honra às suas tropas, e a coluna é cercada por grades decoradas com a dourada Águia Imperial Francesa. O arsenal do acampamento também está preservado.

## Galeria

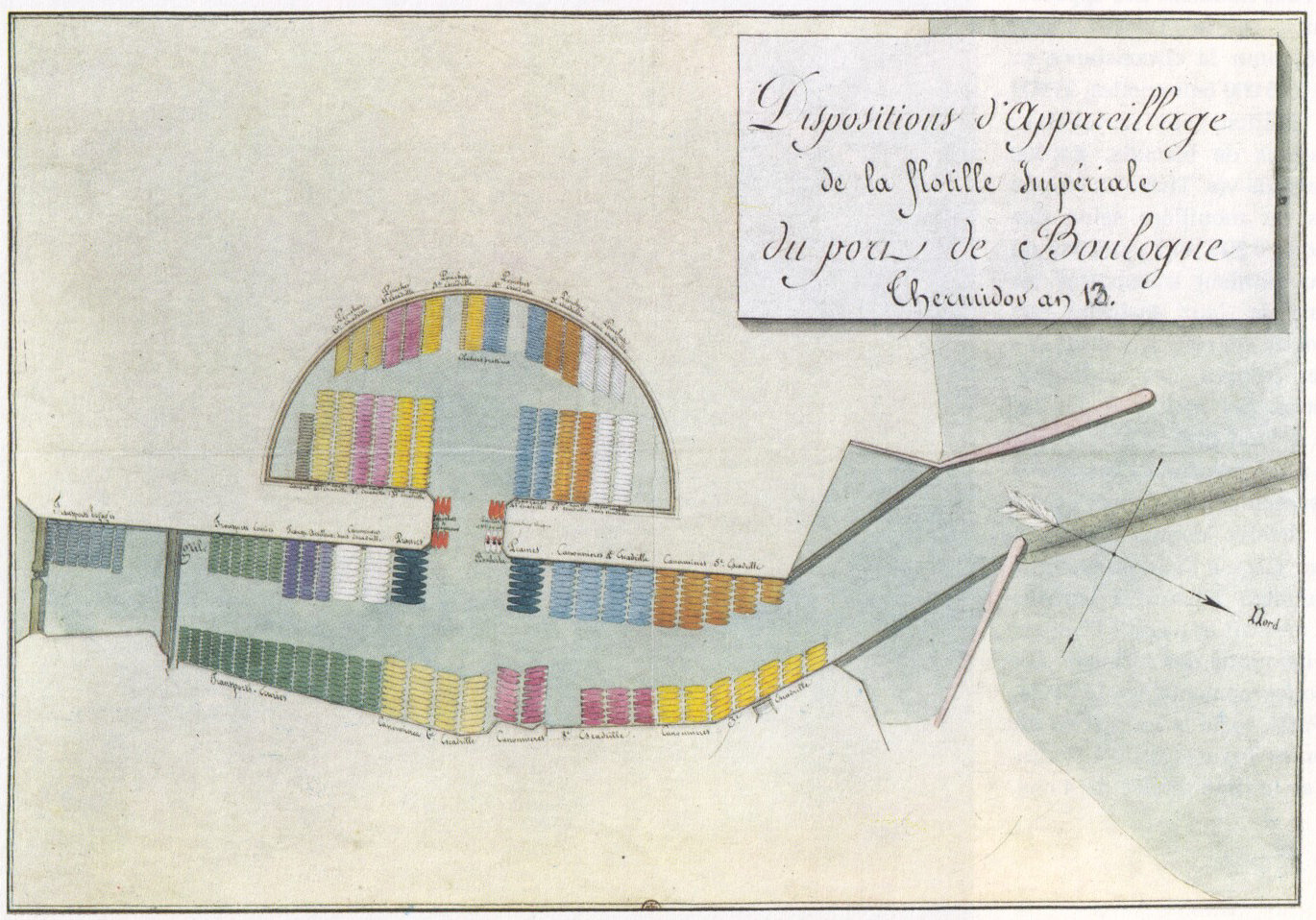
Disposição da flotilha francesa
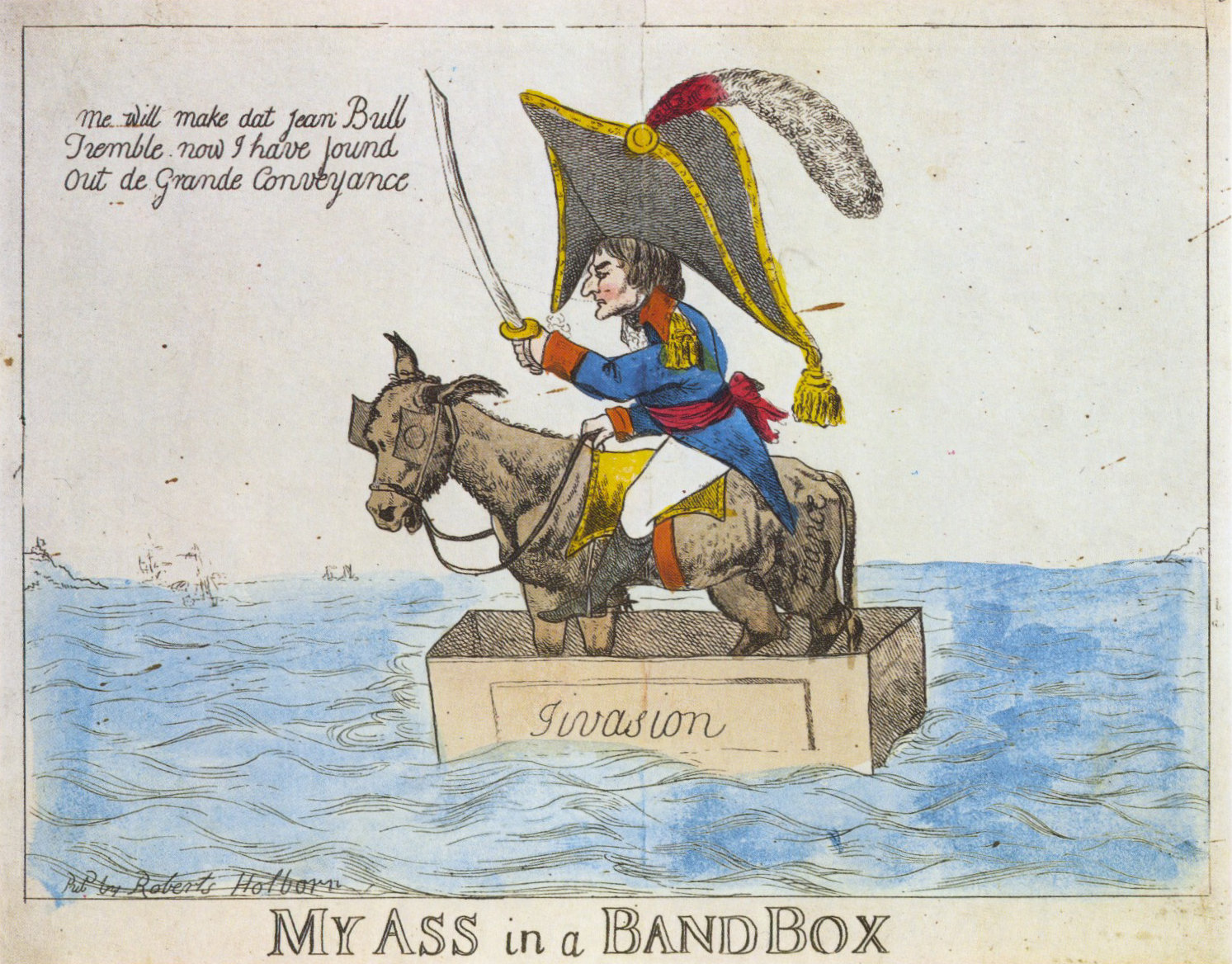
Caricatura zombando das frágeis jangadas de desembarque
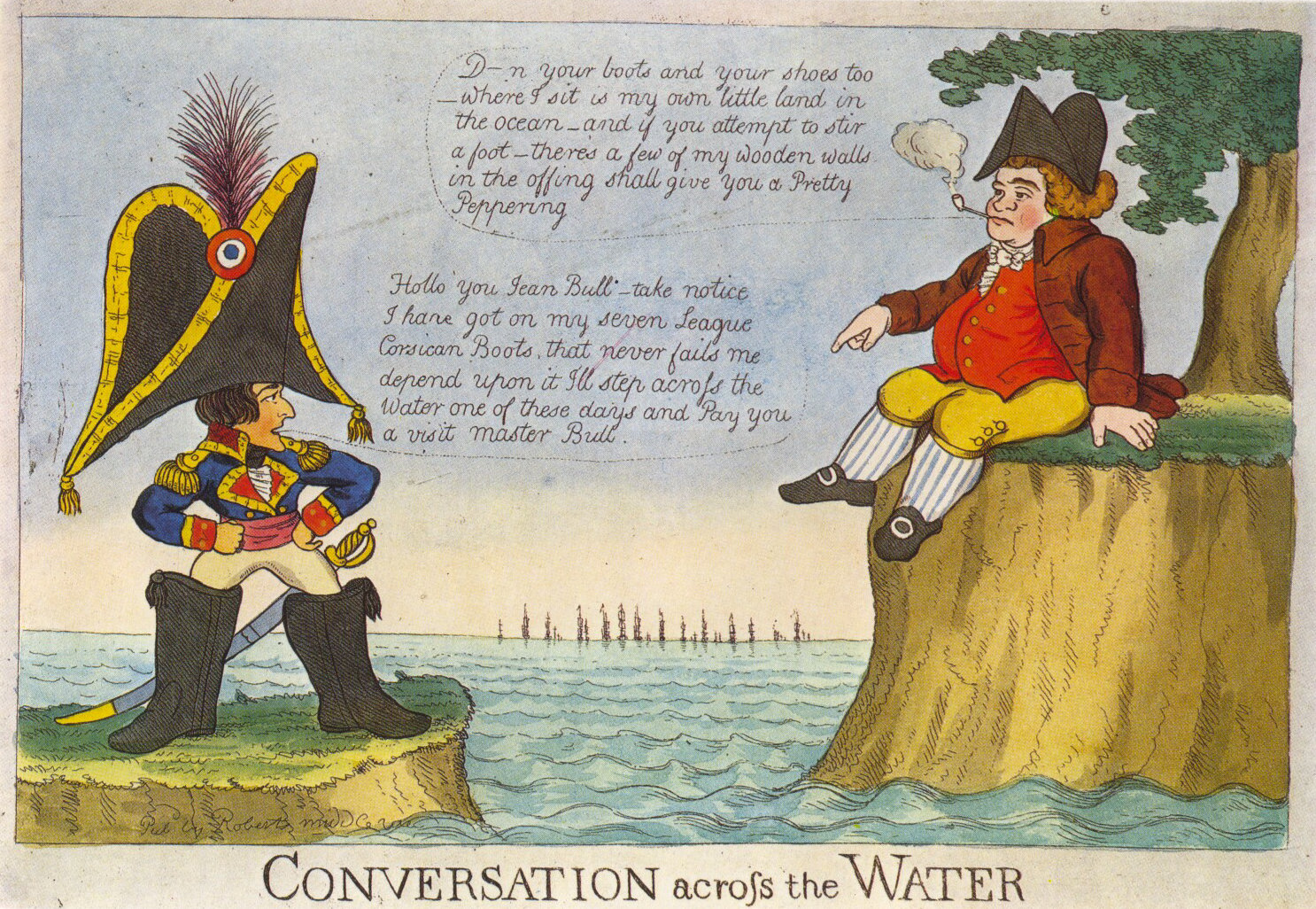
John Bull protegido pela Marinha Real
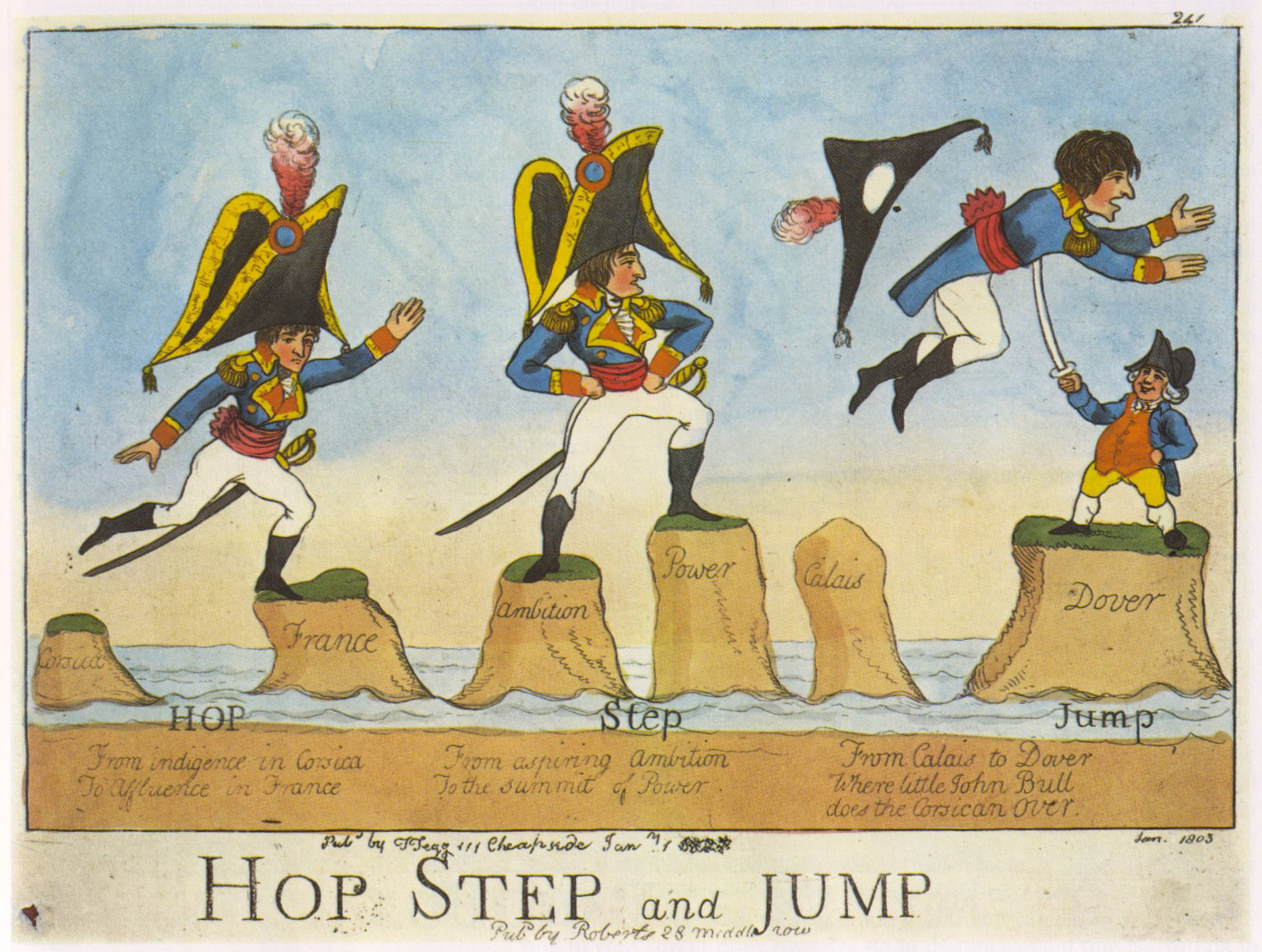
John Bull derrotando Napoleão
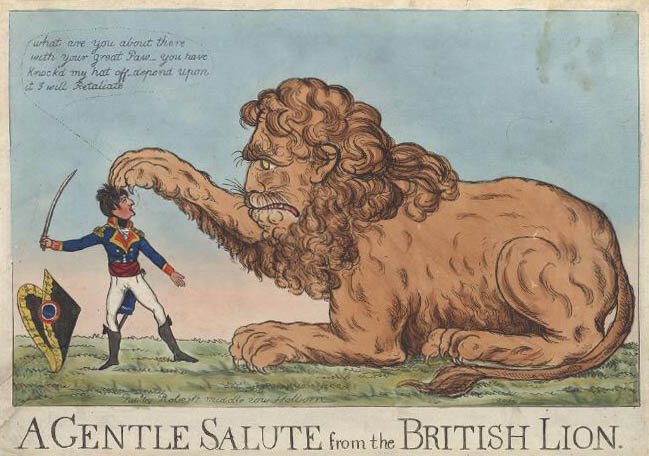
Caricatura de uma "Saudação Gentil" do Leão Britânico, tirando o chapéu de Napoleão (circa 1803)